# Phacochoerus
Phacochoerus är enda släktet inom underfamiljen Phacochoerinae och omfattar de två arterna vårtsvin (Phacochoerus africanus) och ökenvårtsvin (Phacochoerus aethiopicus). Andra avhandlingar listar släktet som enda medlem i släktgruppen (tribus) Phacochoerini som infogas i underfamiljen Suinae.

## Utseende
Kroppslängden (huvud och bål) är 90 till 150 cm, svanslängden varierar mellan 25 och 50 cm och vikten ligger mellan 50 och 150 kg. Arterna har en mankhöjd av 63,5 till 85 cm och vårtsvinet är allmänt större än ökenvårtsvinet. Påfallande är de stora hörntänderna i överkäken som är hos hannar 25,5 till 63,5 cm långa. Honornas betar har en längd mellan 15,2 och 25,5 cm. En lång man av styva hår sträcker sig från huvudets topp över ryggens mitt. Andra delar av kroppen är täckta med borstiga hår. Hos vuxna exemplar har huden och håren en mörkbrun till svartaktig färg. Ungdjur är däremot mer rödbrun. Vid varje kind förekommer en upphöjd kant som är täckt med vitaktiga hår. Vårtorna – som bara består av hud – är särskilt stora hos hannar. De ligger vid huvudets sidor och framför ögonen. Svansen hölls upprätt när individen springer och endast svansens spets som bär en tofs hänger ner.
En skillnad mellan arterna är antalet framtänder. Vårtsvinet har två övre framtänder och vanligen 6 framtänder i underkäken. Däremot saknas ökenvårtsvinet övre framtänder. Några individer av arten har nedre framtänder som är förkrympta och som saknar funktion.

## Ekologi
Arterna är allmänt dagaktiva men i områden där många människor lever kan de vara nattaktiva. För att vila, för ungarnas uppfostring och som skydd för fiender uppsöker exemplaren jordhålor. Hålorna kan vara naturliga, självgrävda eller skapad av andra djur som jordsvinet. Dessa svindjur drar sig vanligen tillbaka vid faror men i nödlägen kan de försvara sig med de nedre hörntänderna som är skarpare än de övre hörntänderna. Liksom andra familjemedlemmar badar arterna ofta i slam. De kan springa med en maximal hastighet av 55 km/h.
Födan utgörs av gräs, rötter, bär, bark från unga träd och ibland av kadaver.